# Мамбве-лунгу
Мамбве-лунгу — два языка, на котором говорят народы мамбве и лунгу, проживающие на южном конце озера Танганьика в Замбии и Танзании. Данные языки также рассматривают как два диалекта одного языка. Возможно, половина народа фипа говорят на мамбве как на родном языке. Когда на нём говорят фипа, это называется как «фипа-мамбве», это также термин для ветви языков банту, включающую в себя языки фипа и мамбве-лунгу.
Мамбве-лунгу имеет диалекты лунгу (адонг, ичирунгу, килунгу, кирунгу, рунгу, чилунгу), мамбве (ичимамбве, кимамбве), фипа-мамбве (Kifipa cha Kimambwe), есть неопределённая разборчивость между фипа-мамбве (Танзания) и другими диалектами, а также незначительные различия между мамбве и лунгу.